# Mamelodi Sundowns Ladies Football Club
Il Mamelodi Sundowns Ladies Football Club,  citato più semplicemente come Mamelodi Sundowns, è una squadra di calcio femminile professionistica sudafricana, sezione dell'omonimo club con sede nella città di Pretoria.
La squadra, che disputa la SAFA Women's League, il livello di vertice del campionato sudafricano di categoria, con tre campionati vinti al 2021 è la più titolata del campionato femminile sudafricano, ha vinto inoltre l'edizione inaugurale della CAF Women's Champions League, ottenendo questo prestigioso risultato senza subire alcuna sconfitta fin dalla prima fase di qualificazione, per poi proseguire nel torneo non solo senza sconfitte ma anche senza subire gol.

## Storia
La squadra venne istituita il 4 settembre 2009 dal proprietario Patrice Motsepe per partecipare al campionato inaugurale della SAFA Women's League, campionato che chiuse al primo posto su 12 squadre iscritte. La squadra in seguito disputò, sempre coronandola con una vittoria, la COSAFA Women's Champions League, così come con l'edizione inaugurale della CAF Women's Champions League nel 2021.